# Курт Шушниг
Курт Алоис Йозеф Йохан Едлер фон Шушниг (на немски: Kurt Alois Josef Johann Edler von Schuschnigg) (14 декември 1897, Рива дел Гарда, Южен Тирол, Австро-Унгария – 18 ноември 1977, Инсбрук, Австрия) е австрийски държавен и политически деец, християн-социалист.
Федерален канцлер на Австрия (1934 – 1938). След аншлуса през 1938 г. е задържан и до 1945 г. е в концлагер.